# Michael Matijevic

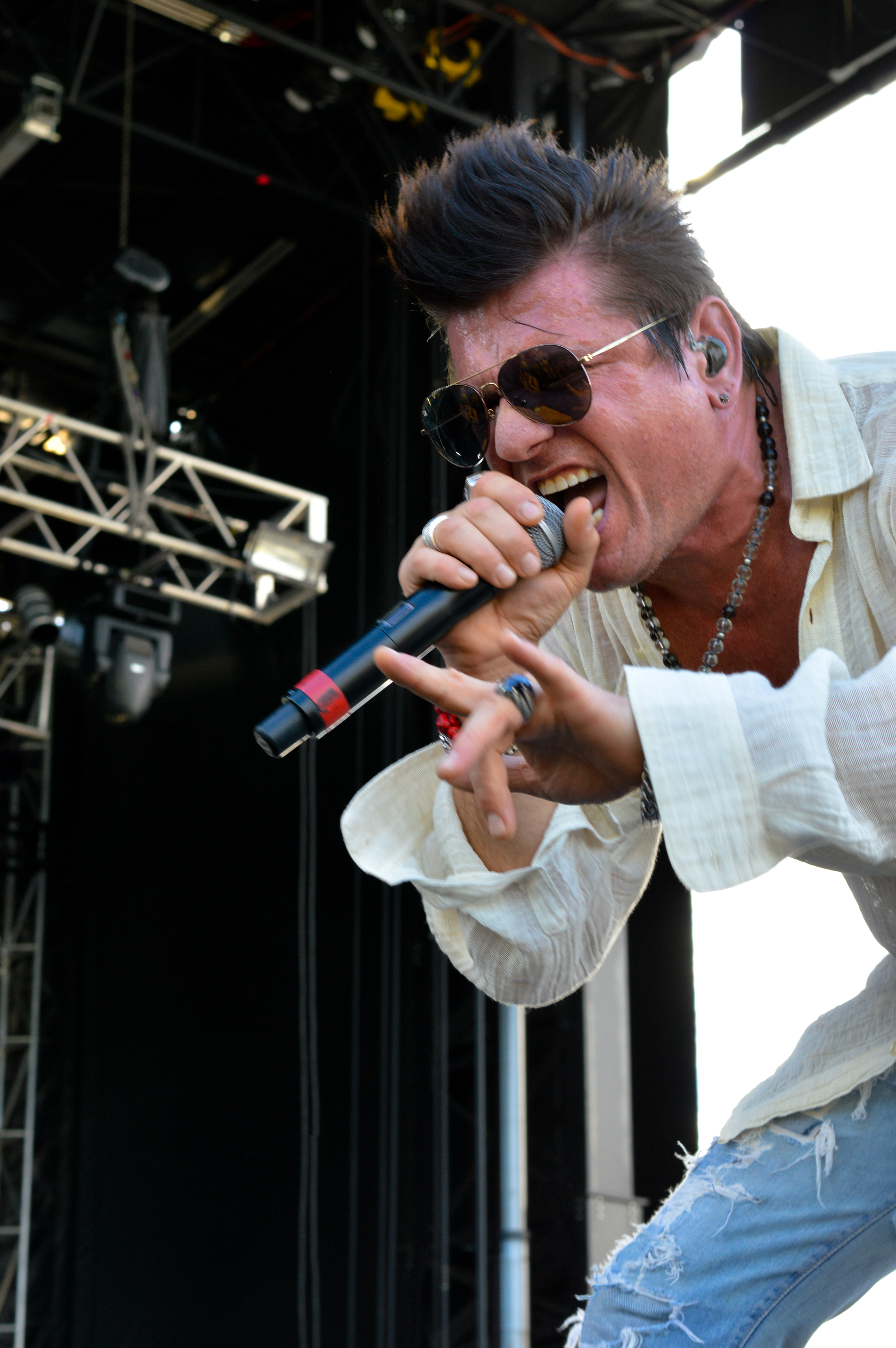
Michael Matijevic, 2017

Michael „Mili“ Matijevic (* 29. November 1964 in Zagreb, SFR Jugoslawien) ist ein amerikanischer Rocksänger. Bekannt wurde er durch die Hair-Metal-Band Steelheart.

## Biografie
Der 1964 in der jugoslawischen sozialistischen Teilrepublik Kroatien geborene Matijevic wanderte mit seinen Eltern in die Vereinigten Staaten aus. Diese zogen zunächst nach Scarsdale, New York. Ein Jahr später ging es nach Greenwich (Connecticut), wo Matijevic begann, Musik zu machen. Der Vater hielt ihn und seinen Bruder John an, Countrylieder zu spielen. Als Elfjähriger entdeckte Matijevic Led Zeppelin für sich, aber der Vater verbot das Spielen von Rockmusik.
Als Matijevic Anfang der 1980er Jahre Chris Risola, James Ward und Jack Wilkinson kennenlernte, beschloss das Quartett, eine Band zu gründen, und nannte sich Red Alert. Man ergatterte einen Plattenvertrag, musste aber aus urheberrechtlichen Gründen den Namen ändern und taufte sich in Steelheart um.
1990 landete die Powerballade I’ll Never Let You Go vom selbst betitelten Debütalbum auf Heavy Rotation bei MTV. Die Single erreichte Platz 14 der Charts, das Album schaffte es auf Platz 40 und erreichte Goldstatus. Das Nachfolgealbum Tangled In Reins erschien 1992.
Nachdem man mit Great White durch die USA getourt war, gab es ein zusätzliches Konzert als Vorband von Slaughter. Dabei kam es zu einem Unfall, als Matijevic versuchte, an einem Träger für die Beleuchtung hochzuklettern. Dieser war allerdings nicht ausreichend gesichert und eine Lichttraverse stürzte auf ihn und traf ihn am Kopf. Matijevic konnte zwar noch die Bühne selbständig verlassen, wurde aber mit schweren Kopfverletzungen und Brüchen ins Krankenhaus gebracht. Die Band war gezwungen zu pausieren, aber angesichts schlechter Plattenverkäufe und der vor allem durch Grunge veränderten Musiklandschaft kam man überein, die Gruppe aufzulösen.
1996 startete Matijevic die Band in neuer Besetzung wieder und mit Wait wurde ein Album veröffentlicht. Dieses war in Asien recht erfolgreich, floppte aber im Rest der Welt bzw. erschien erst gar nicht. Im Herbst 2005 gab Matijevic bekannt, dass die Band an einem neuen Album arbeite, das 2006 erscheinen soll.
2001 war Matijevic auf dem Soundtrack zum Kinofilm Rock Star zu hören, auf dem er Hauptdarsteller Mark Wahlberg die Singstimme leiht. Außerdem nahm er acht Songs der Filmband Steel Dragon auf.

## Diskografie
- Steelheart (1990) – mit Steelheart
- Tangled In Reins (1992) – mit Steelheart
- Wait (1996) – mit Steelheart
- Rock Star (2001) – Soundtrack zum Film
- Good 2B Alive (2008) – mit Steelheart
- Through Worlds Of Stardust  (2017) – mit Steelheart